# Vrhovci (Ljubljana)
Vrhovci is een dorp en economisch ontwikkelde buitenwijk van de gemeente Ljubljana in Slovenië.

## Ontwikkeling
In Vrhovci werd ooit een steenfabriek geëxploiteerd, die bakstenen produceerde, maar de productie werd stilgelegd wegens gebrek aan grondstoffen. Het vervallen gebouw werd gesloopt in 2006, en er zijn plannen om op de locatie appartementencomplexen te bouwen. Ook zijn er plannen om een nieuw te bouwen weg door Vrhovci te laten lopen die wijk Vič verbindt met de ringweg.

## Bereikbaarheid
In het buurtwinkelcentrum ligt het eind-/beginpunt van buslijn 14 (Savlje – Vrhovci v.v.)
Vrhovci is daarnaast gemakkelijk bereikbaar vanaf van de nabijgelegen heuvel Klobuk (De Hoed), en de plaatsen Bokalce en Stranska vas. Ook het monument Pot (Voluit Pot Spominov in Tovarištva, Pad van Herinnering en Kameraadschap) loopt door Vrhovci.

## Bekende bewoners
- Jonas Žnidaršič, acteur en televisie- en radiopresentator
- Nina Ivanič, actrice